# 不知道的Love*教给我吧Love
《不知道的Love*教给我吧Love》（日语：知らないLove*教えてLove）是μ's的迷你小队“lily white”在2011年7月27日发售的首张单曲。

## 概要
“lily white”的组名来自于象征纯洁的白百合（white lily），成员为圆園田海未（声：三森铃子）、星空凛（声：饭田里穗）和东条希（声：楠田亚衣奈）。除BiBi原版外，三人的角色个人专辑分别收录了各自的独唱版本。初回限定盘随机封入lily white成员卡片一张（共3种）。

## 收录曲目
收录内容中vocal曲以粗体表示，括号中的中文翻译仅供参考，并非官方翻译。
| CD       | CD                             | CD       | CD       | CD    |
| 曲序     | 曲目                           | 作曲     | 编曲     | 时长  |
| -------- | ------------------------------ | -------- | -------- | ----- |
| 1.       | （不知道的Love*教给我吧Love）  | 星和生   | 福富雅之 | 4:00  |
| 2.       | （所·以·说·请·加·油·吧！）     | 青木多果 | 青木多果 | 4:17  |
| 3.       | （Off Vocal）                  |          |          | 3:59  |
| 4.       | （Off Vocal）                  |          |          | 4:17  |
| 5.       | （大家一起挑选泳装）（广播剧） |          |          | 10:31 |
| 总时长： | 总时长：                       | 总时长： | 总时长： | 27:04 |